# Amico Jackson
Amico Jackson (Action Jackson, nella versione originale statunitense) è una action figure commercializzata dalla Mego dal 1971 al 1974. L'action figure ha dato il via alla conversione della produzione della Mego da giocattoli da pochi centesimi venduti nei dime store, alle originali figure snodabili che l'hanno resa celebre in questo campo, rappresentando per l'azienda statunitense un notevole successo commerciale, e che hanno generato una serie di imitazioni e riproduzioni fino ai nostri giorni.

## Storia
All'inizio degli anni settanta, precedendo di circa un anno la Mattel che immise sul mercato il Big Jim nel 1972, la Mego, casa di giocattoli statunitense fino allora dedita alla produzione di giocattoli e modellini di automobili da pochi centesimi venduti nei dime store, immise sul mercato l'action figure Action Jackson.
Action Jackson era ispirato al celebre personaggio della Hasbro G.I. Joe (distribuito nel Regno Unito come Action Man), che in quegli anni passava, a causa dell'insuccesso della Guerra del Vietnam e delle montanti istanze pacifiste, da personaggio prevalentemente militaresco, come lo era stato per tutti gli anni sessanta, a personaggio d'avventura, dotato di completi sportivi e d'azione. Action Jackson venne però prodotto in una scala molto più piccola rispetto a quella del rivale, che misurava ben 12" (la stessa altezza della celebre fashion doll Barbie), cioè 8": questo lo rendeva più facilmente giocabile e trasportabile, oltre che meno costoso.
Action Jackson fu un vero successo commerciale, inizialmente, che portò la Mego a vendere oltre 2 milioni e mezzo di esemplari nel primo anno di commercializzazione. Tuttavia la linea di giocattoli non mantenne a lungo un buon regime di vendite, scomparendo dai negozi di giocattoli nel 1974. La Mego ebbe così l'idea di riconvertire i resi riutilizzandone i corpi, cambiando la testa e i vestiti, per i primi personaggi della serie World Greatest Super Heroes, composta da vari supereroi degli universi DC Comics e Marvel, che rappresentò per l'azienda un importante successo commerciale. I primi personaggi prodotti riciclando il corpo di Action Jackson furono: Superman, Batman e Robin, l'Uomo Ragno e Tarzan.

## Caratteristiche
La linea era composta da tre personaggi principali e alcune varianti, privi di un nome individuale, poiché commercializzati tutti con il nome di Action Jackson. La linea comprendeva così due personaggi caucasici: uno con i capelli neri senza barba (distribuito anche nelle varianti con capelli rossi e con capelli e barba dipinta biondi) e uno con capelli e barba neri; più un personaggio afroamericano senza barba. Da notare che la in seguito la Mattel, con la linea Big Jim seguì la stessa strada producendo Big Jim, Big Jeff, Big Josh e Big Jack aventi le medesime caratteristiche.
I personaggi indossavano una tuta azzurra o blu, con il logo "AJ", una cintura e un paio di stivali bianchi e una piastrina al collo. Veniva inoltre commercializzata una linea di abiti e accessori, compresi veicoli azionati a batteria, quali ad esempio una Jeep telecomandata con filo, un elicottero di soccorso, una motocicletta a tre ruote e un gatto delle nevi.
Action Jackson era assemblato con quello che diverrà noto come "corpo tipo 1" (body type 1), costruito in una plastica semirigida e costituito da snodi assemblati con rivetti metallici (ai polsi e alle ginocchia) e con le membra collegate al busto da elastici. La testa era invece in materiale plastico (vinile) più morbido, e quindi facilmente assemblabile al corpo, cosa che ha sicuramente favorito il riutilizzo dei corpi, permettendo di sostituire facilmente la testa così come gli abiti. Il corpo "nudo" era pensato per essere vestito con abiti di semplice ed economica fattura, meno rifiniti rispetto ai rivali G.I. Joe e Big Jim, e anche questo fattore contribuì a favorire il riutilizzo dei corpi, così da permettere di ammortizzare l'insuccesso di una figura o di una intera serie di action figure, i cui resi venivano riassorbiti per la produzione di altre figure e altre serie.

## Distribuzione
In altri paesi il personaggio venne distribuito con nomi differenti, rendendolo nella lingua madre della nazione in cui veniva commercializzato. In Francia venne infatti distribuito come Luc L'Aventure; in Italia la linea venne distribuita con il nome di Amico Jackson dalla Baravelli; nel Regno Unito come Johnnie Jackson.

## Dinah-Mite
Negli stessi anni la Mego realizzò anche una figura "d'azione" femminile, che doveva rappresentare il contraltare di Action Jackson: Dinah-Mite (un gioco di parole con il termine inglese dynamite, "dinamite"). Il corpo di questa action doll sarebbe stato riutilizzato in seguito per la creazione di tutte le figure femminili da 8" prodotte dalla Mego.

## Imitazioni
L'iniziale successo della action figure statunitense generò una serie di imitazioni in tutto il mondo, tra le quali si contano:
- Action Jose - The Kung Fu Man
- The Adventurer
- Adventure Man: prodotto dalla rivale Azrak Hamway, che in seguito copierà varie action figure della Mego, compresa una propria serie di mostri.
- Big Bill
- Captain Eagle
- Johnny Muscle: era prodotto dalla Tong.
- Mighty Gary: anche distribuito con i nomi Mighty Neil e Soldato Mike, era prodotto dalla Mortoys.
- Thrill Seekers: prodotto dalla Lincoln International, produttrice anch'essa di una propria linea di mostri.